# Börslingen
Börslingen település Németországban, azon belül Baden-Württembergben. Lakosainak száma 181 fő (2023. december 31.).

## Népesség
A település népessége az elmúlt években az alábbi módon változott:
| Lakosok száma | 166  | 167  | 170  | 155  | 153  | 168  | 164  | 167  | 172  | 181  |
|               | 1961 | 1967 | 1974 | 1980 | 1986 | 1993 | 1999 | 2005 | 2012 | 2023 |